# Canoa/kayak ai Giochi della XXIII Olimpiade
Le gare di canoa/kayak ai Giochi della XXIII Olimpiade si sono svolsero dal 6 all'11 agosto al Lago Casitas nella contea di Ventura.
Il programma prevedeva 12 eventi: nove maschili e tre femminili, rispetto alla precedente edizione venne introdotta la gara del K4 femminile.

## Podi

### Uomini
| Evento                   | Oro                                                                    | Perform. | Argento                                                               | Perform. | Bronzo                                                                     | Perform. |
| Velocità                 |                                                                        |          |                                                                       |          |                                                                            |          |
| K1 500 metri (dettagli)  | Ian Ferguson                                                           | 1'47"84  | Lars-Erik Moberg                                                      | 1'48"18  | Bernard Brégeon                                                            | 1'48"41  |
| K1 1000 metri (dettagli) | Alan Thompson                                                          | 3'45"73  | Milan Janić                                                           | 3'46"88  | Greg Barton                                                                | 3'47"38  |
| K2 500 metri (dettagli)  | Nuova Zelanda Ian Ferguson Paul MacDonald                              | 1'34"21  | Svezia Per-Inge Bengtsson Lars-Erik Moberg                            | 1'35"26  | Canada Hugh Fisher Alwyn Morris                                            | 1'35"41  |
| K2 1000 metri (dettagli) | Canada Hugh Fisher Alwyn Morris                                        | 3'24"22  | Francia Bernard Brégeon Patrick Lefoulon                              | 3'25"97  | Australia Barry Kelly Grant Kenny                                          | 3'26"80  |
| K4 1000 metri (dettagli) | Nuova Zelanda Grant Bramwell Ian Ferguson Paul MacDonald Alan Thompson | 3'02"28" | Svezia Per-Inge Bengtsson Tommy Karls Lars-Erik Moberg Thomas Ohlsson | 3'02"81  | Francia François Barouh Philippe Boccara Pascal Boucherit Didier Vavasseur | 3'03"94  |
| C1 500 metri (dettagli)  | Larry Cain                                                             | 1'57"91  | Henning Lynge Jakobsen                                                | 1'58"45  | Costică Olaru                                                              | 1'59"86  |
| C1 1000 metri (dettagli) | Ulrich Eicke                                                           | 4'06"32  | Larry Cain                                                            | 4'08"67  | Henning Lynge Jakobsen                                                     | 4'09"51  |
| C2 500 metri (dettagli)  | Jugoslavia Matija Ljubek Mirko Nišović                                 | 1'43"67  | Romania Ivan Patzaichin Toma Simionov                                 | 1'45"58  | Spagna Enrique Míguez Narcisco Suárez                                      | 1'47"71  |
| C2 1000 metri (dettagli) | Romania Ivan Patzaichin Toma Simionov                                  | 3'40"60  | Jugoslavia Matija Ljubek Mirko Nišović                                | 3'41"56  | Francia Didier Hoyer Eric Renaud                                           | 3'48"01  |

### Donne
| Evento                  | Oro                                                                    | Perform. | Argento                                                         | Perform. | Bronzo                                                           | Perform. |
| Velocità                |                                                                        |          |                                                                 |          |                                                                  |          |
| K1 500 metri (dettagli) | Agneta Andersson                                                       | 1'58"72  | Barbara Schüttpelz                                              | 1'59"93  | Annemiek Derckx                                                  | 2'00"11  |
| K2 500 metri (dettagli) | Svezia Agneta Andersson Anna Olsson                                    | 1'45"25  | Canada Alexandra Barre Susan Holloway                           | 1'47"13  | Germania Ovest Josefa Idem Barbara Schüttpelz                    | 1'47"32  |
| K4 500 metri (dettagli) | Svezia Agafia Constantin Nastasia Ionescu Tecla Marinescu Maria Ştefan | 1'38"84  | Svezia Agneta Andersson Anna Olsson Eva Karlsson Susanne Wiberg | 1'38"87  | Canada Alexandra Barre Lucie Guay Susan Holloway Barbara Olmsted | 1'39"40  |

## Medagliere
| Pos.   | Paese          | Oro | Argento | Bronzo | Totale |
| ------ | -------------- | --- | ------- | ------ | ------ |
| 1      | Nuova Zelanda  | 4   | 0       | 0      | 4      |
| 2      | Svezia         | 2   | 4       | 0      | 6      |
| 3      | Canada         | 2   | 2       | 2      | 6      |
| 4      | Romania        | 2   | 1       | 1      | 4      |
| 5      | Jugoslavia     | 1   | 2       | 0      | 3      |
| 6      | Germania Ovest | 1   | 1       | 1      | 3      |
| 7      | Francia        | 0   | 1       | 3      | 4      |
| 8      | Danimarca      | 0   | 1       | 1      | 2      |
| 9      | Australia      | 0   | 0       | 1      | 1      |
| 9      | Paesi Bassi    | 0   | 0       | 1      | 1      |
| 9      | Spagna         | 0   | 0       | 1      | 1      |
| 9      | Stati Uniti    | 0   | 0       | 1      | 1      |
| Totale | Totale         | 12  | 12      | 12     | 36     |